# Pseudoeurycea werleri
Pseudoeurycea werleri é uma espécie de salamandra da família Plethodontidae.
É endémica do México.
Os seus habitats naturais são: florestas subtropicais ou tropicais húmidas de baixa altitude, regiões subtropicais ou tropicais húmidas de alta altitude, plantações, jardins rurais e florestas secundárias altamente degradadas.
Está ameaçada por perda de habitat.